# Juan Perón
Juan Domingo Perón (8. listopada 1895. – 1. srpnja 1974.) je bio argentinski general i predsjednik od 1946. do 1955. te od 1973. do 1974.
Odrastao u seoskoj obitelji, a sa 16 godina se upisao na vojnu akademiju i nakon toga brzo napredovao u redovima argentinske vojske. 1930-ih je bio vojni ataše u Mussolinijevoj Italiji, gdje je razvio sklonost prema fašizmu.
Godine 1943. sudjelovao je u vojnom udaru protiv demokratske vlade, i sudjelovao u pučističkoj vladi. Krajem 1945. se razišao s pučistima, bio prisiljen na ostavku i kraće vrijeme uhićen. Međutim, popularnost njegove tadašnje supruge Eve Perón i sindikalne demonstracije su natjerale vlastodršce da ga oslobode, a godine 1946. je pobijedio na predsjedničkim izborima.
Perón je kao predsjednik uveo cijeli niz reformi s ciljem nacionalizacije industrije, smanjenja utjecaja stranih - prvenstveno britanskih tvrtki - na politiku zemlje, te poboljšanja socijalnog položaja najsiromašnijih slojeva. Peronova ideologija - koju je opisivao kao treći put između socijalizma i kapitalizma - danas se naziva peronizam.
Perón je za predsjednika izabran 1951. godine, ali se nakon smrti supruge Eve Perón našao sve više politički izoliran. Godine 1955. je zbačen u vojnom udaru i protjeran u Španjolsku.
Kada je u Argentini nakon osamnanest godina ponovno uspostavljena demokracija, Perón se vratio i glatko pobijedio na izborima. Međutim, bio je teško bolestan i nije bio u stanju spriječiti sve krvavije obračune između lijeve i desne frakcije svojih pristaša. 
Nakon smrti ga je naslijedila supruga Isabel Perón.